# Deutsches Haus (Agra)

Flugaufnahme 1948, hinten die Kirche von Agra

Das Deutsche Haus war ein Sanatorium in der ehemaligen Schweizer Gemeinde Agra, Kanton Tessin.

## Geschichte

### 20. Jahrhundert

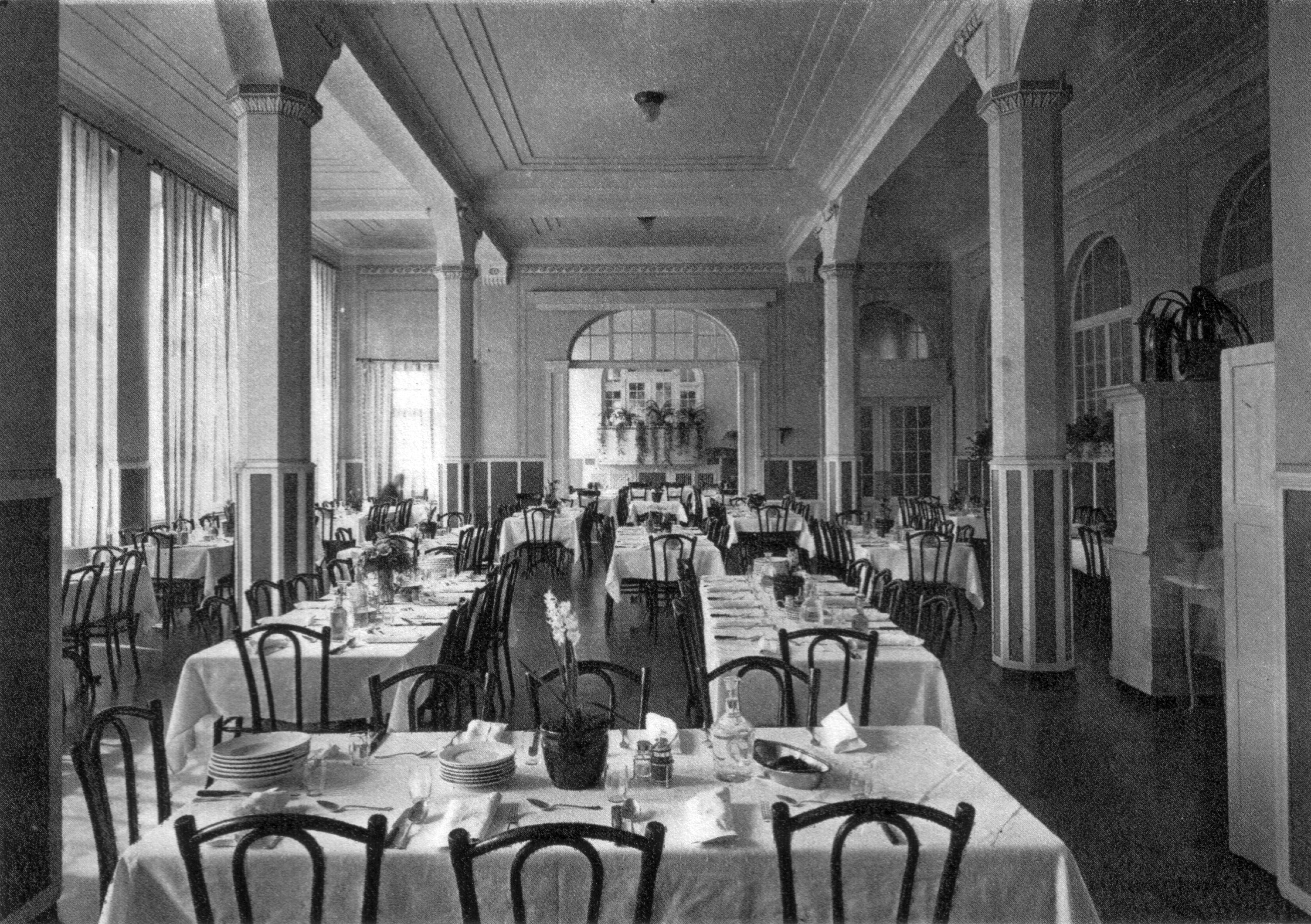
Speisesaal ca. 1930

Eröffnet wurde die Lungenheilstätte für Tuberkulosepatienten im Jahr 1913 von der Stiftung Deutsche Heilstätte als Zweigstelle der Hochgebirgsklinik Davos.
Das Gebäude der Klinik gilt als das Hauptwerk des Schweizer Architekten Edwin Wipf (1877–1966), der im Tessin später u. a. auch Bahnhöfe der Centovallibahn errichtete.
Ihren Höhepunkt erlebte die Klinik in den 1930er-Jahren, in denen Prominente wie Sven Stolpe, Erich Kästner, Bertolt Brecht und dessen Freundin Margarete Steffin zu Gast waren. Stolpe verarbeitete seinen eigenen Aufenthalt in dem Roman Im Wartezimmer des Todes (orig. I Dödens Väntrum). Kästners Schilderungen finden sich zum Teil in der Anthologie Briefe an die Doppelschätze (bis 1955 unter dem Titel Briefe aus dem Tessin publiziert).

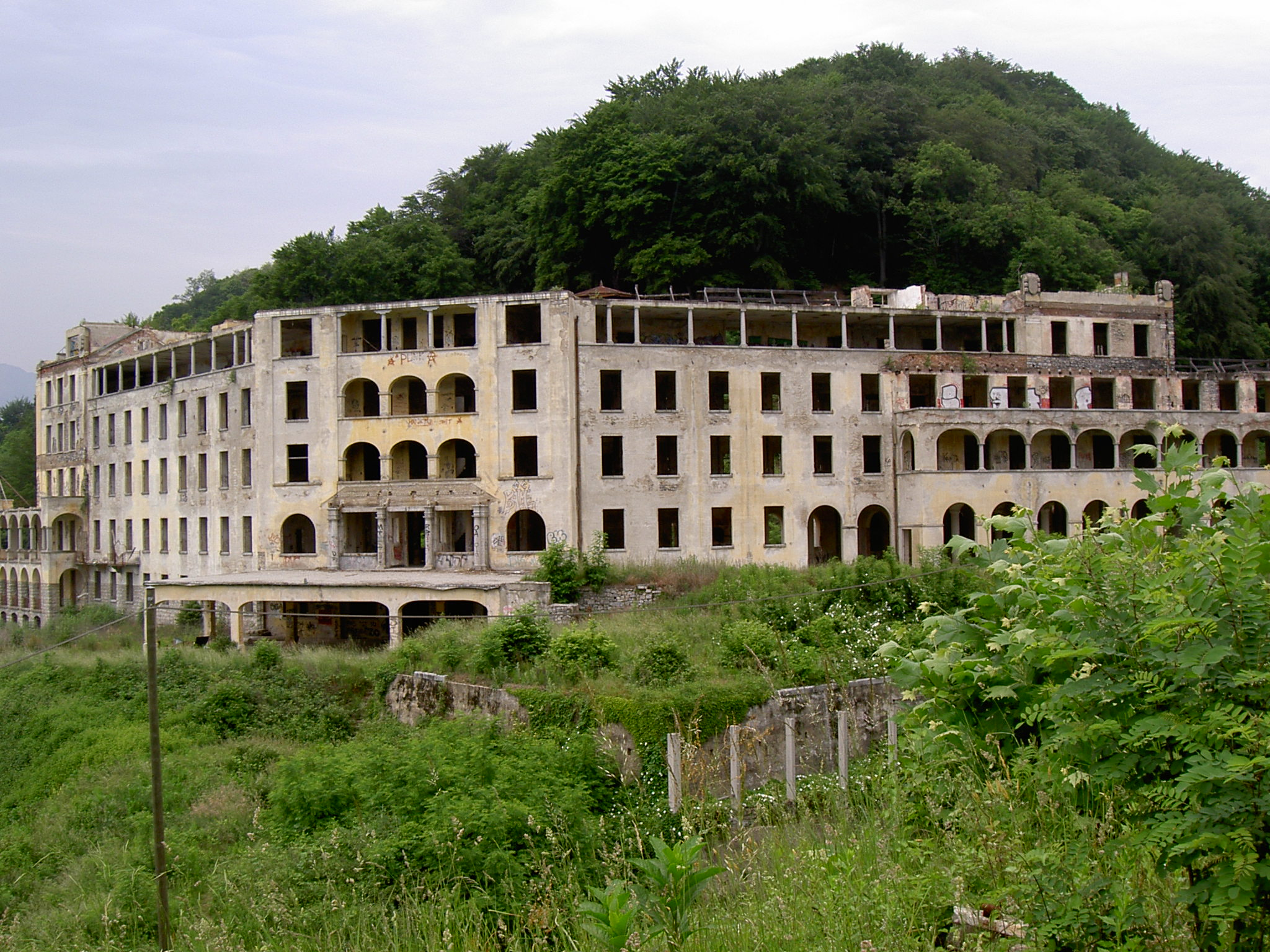
Verlassenes Sanatorium „Deutsches Haus Agra“ im Mai 2007

Der Niedergang des Hauses wurde durch den Chefarzt Hanns Alexander eingeleitet, der die Hakenkreuzfahne auf dem Sanatorium hisste und eine NSDAP-Ortsgruppe in Agra gründete. Er liess Hitler-Bilder aufhängen und verweigerte Juden die Aufnahme in das Sanatorium. Er bewirkte eine Polarisation unter Patienten, Mitarbeitern und der ortsansässigen Bevölkerung – die schweizerischen Behörden schritten allerdings nicht ein und liessen ihn tatenlos gewähren. Nach der Niederlage Deutschlands 1945 war die Klinik durch Alexanders Aktivitäten in Verruf geraten und konnte – auch aufgrund des medizinischen Fortschritts – nicht mehr an frühere Erfolge anschliessen. 1969 erfolgte die endgültige Schliessung.

### 21. Jahrhundert

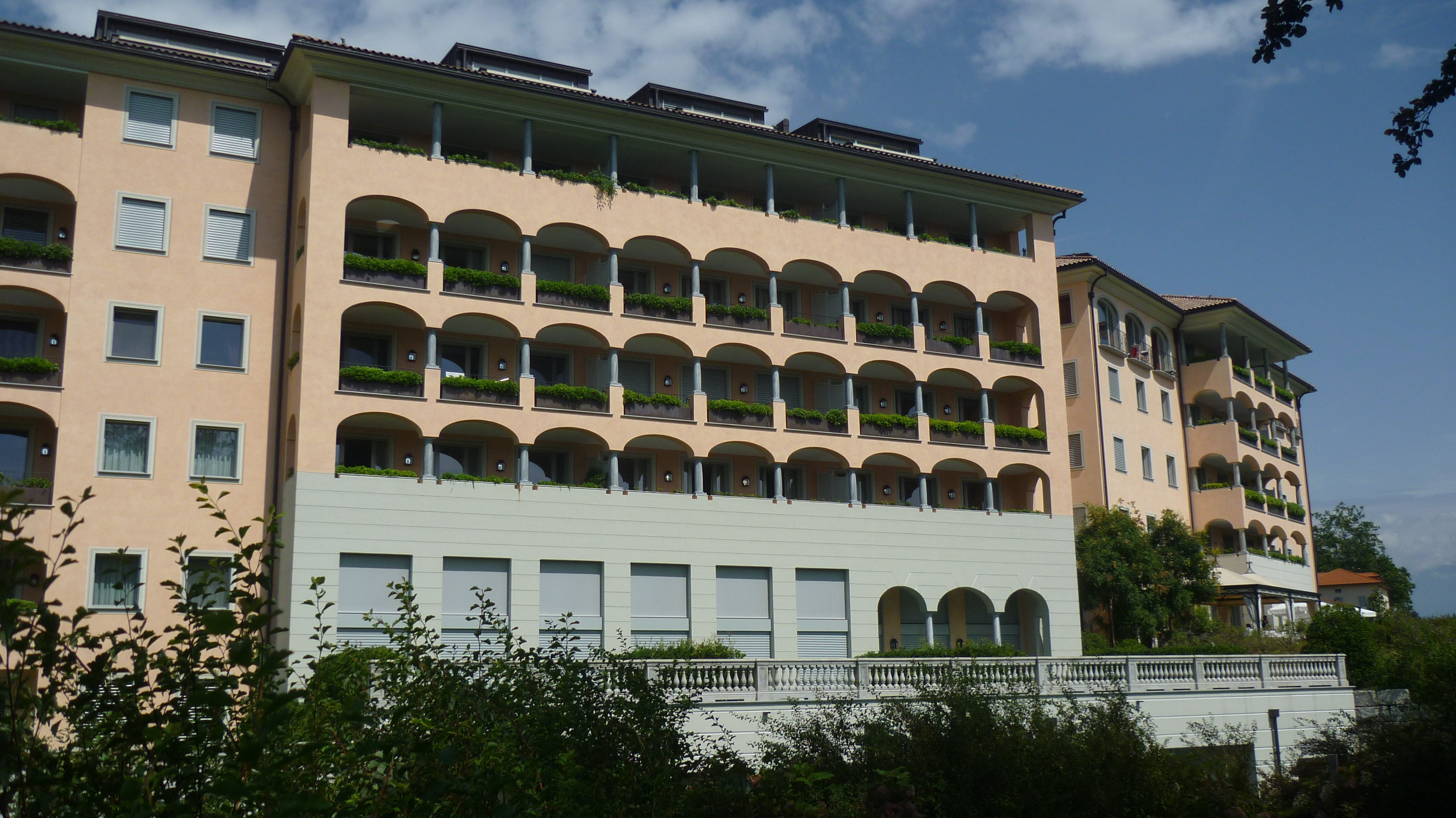
Resort Collina d’Oro (2016)

Im Jahr 2004 kaufte der Tessiner Unternehmer Silvio Tarchini das insgesamt 400'000 Quadratmeter grosse Grundstück für 7 Millionen Franken und beschloss den Umbau in ein Wellnesshotel. Nach jahrelangem Bewilligungsverfahren bekam Tarchini im September 2009 die Genehmigung von Gemeinde und Kanton, den Umbau unter der Erhaltung der historischen Bausubstanz durchführen zu dürfen. Allerdings stellte sich bald heraus, dass die Sicherheit der Bauarbeiter durch die marode Bausubstanz der alten Klinik nicht gewährleistet war.
Schliesslich wurde das ehemalige Kurhotel saniert, ein Teil davon rekonstruiert und 2012 neu eröffnet. Die Parkanlage wurde ebenfalls neu angelegt. Das Wellnesshotel trägt den neu gewählten Namen Resort Collina d’Oro.